# Joseph Howard
Joseph Clemens Howard (9 de dezembro de 1922 - 16 de setembro de 2000) foi um juiz federal americano do Distrito de Maryland.

## Biografia
Em 22 de maio de 1979 Howard foi nomeado como juiz da Suprema Corte pelo presidente Jimmy Carter e confirmado pelo Senado dos Estados Unidos em 4 de outubro de do mesmo ano.
Howard assumiu o status sênior em 15 de novembro de 1991, e serviu o Distrito de Maryland até sua morte, em 16 de setembro de 2000. Howard foi sucedido nesta posição por Peter Messitte.

## Vida acadêmica
- Universidade de Iowa, B.A., 1950[2]
- Drake University Law School, LL.B., 1955[2]
- Drake University, M.A., 1957[2]
- Drake University Law School, J.D., 1968[2]

## Obras escritas
- "Administration of Rape Cases in the City of Baltimore and the State of Maryland" (1968)
- "Why We Organize," Journal of Public Law (1971)
- "Employment Practices in the Administration of Justice Under the Supreme Bench of Baltimore City," (1975)
- "Racial Discrimination in Sentencing," Judicature (1975)